# Pompeo (fumetto)
(Andrea Pazienza)
Gli ultimi giorni di Pompeo, o semplicemente Pompeo, è una storia a fumetti realizzata da Andrea Pazienza pubblicata a puntate su Alterlinus nel 1985 e in volume nel 1987; è considerata con i suoi elementi autobiografici una delle più rappresentative dell'autore.

## Trama
La trama segue Pompeo, alter ego dell'autore, in un viaggio disperato e lucido verso l'autodistruzione, segnato dalla dipendenza dall'eroina. Il racconto è strutturato come un diario , con continui flashback e salti temporali, che riflettono il caos interiore del protagonista. Attraverso le sue giornate, Pompeo si muove tra relazioni fallite, alienazione sociale e una costante ricerca dell'eroina, in un mondo dove la droga diventa simbolo di disagio.

## Storia editoriale
L'opera venne realizzata dall'autore disegnando su fogli sparsi e quaderni a quadretti.

## Premi e riconoscimenti
- Mostra Andrea Pazienza 30 anni senza Zanardi (2018): in occasione del 30º anniversario della morte, all'autore e alla sua opera è stata dedicata una mostra con 120 opere.[8][9][10]